# Saint-André-le-Gaz
Saint-André-le-Gaz là một xã của tỉnh Isère, thuộc vùng Rhône-Alpes, đông nam nước Pháp.

## Geography
The Bourbre forms the commune's eastern border.